# Condado de Oldham (Kentucky)
O Condado de Oldham é um dos 120 condados do estado americano de Kentucky. A sede do condado é La Grange, sua maior cidade. O condado possui uma área de 509 km² (dos quais 19 km² estão cobertos por água), uma população de 46 178 habitantes, e uma densidade populacional de 94 hab/km² (segundo o censo nacional de 2000). O condado foi fundado em 1824.